# Staatliche Bogdan-Petriceicu-Hasdeu-Universität Cahul

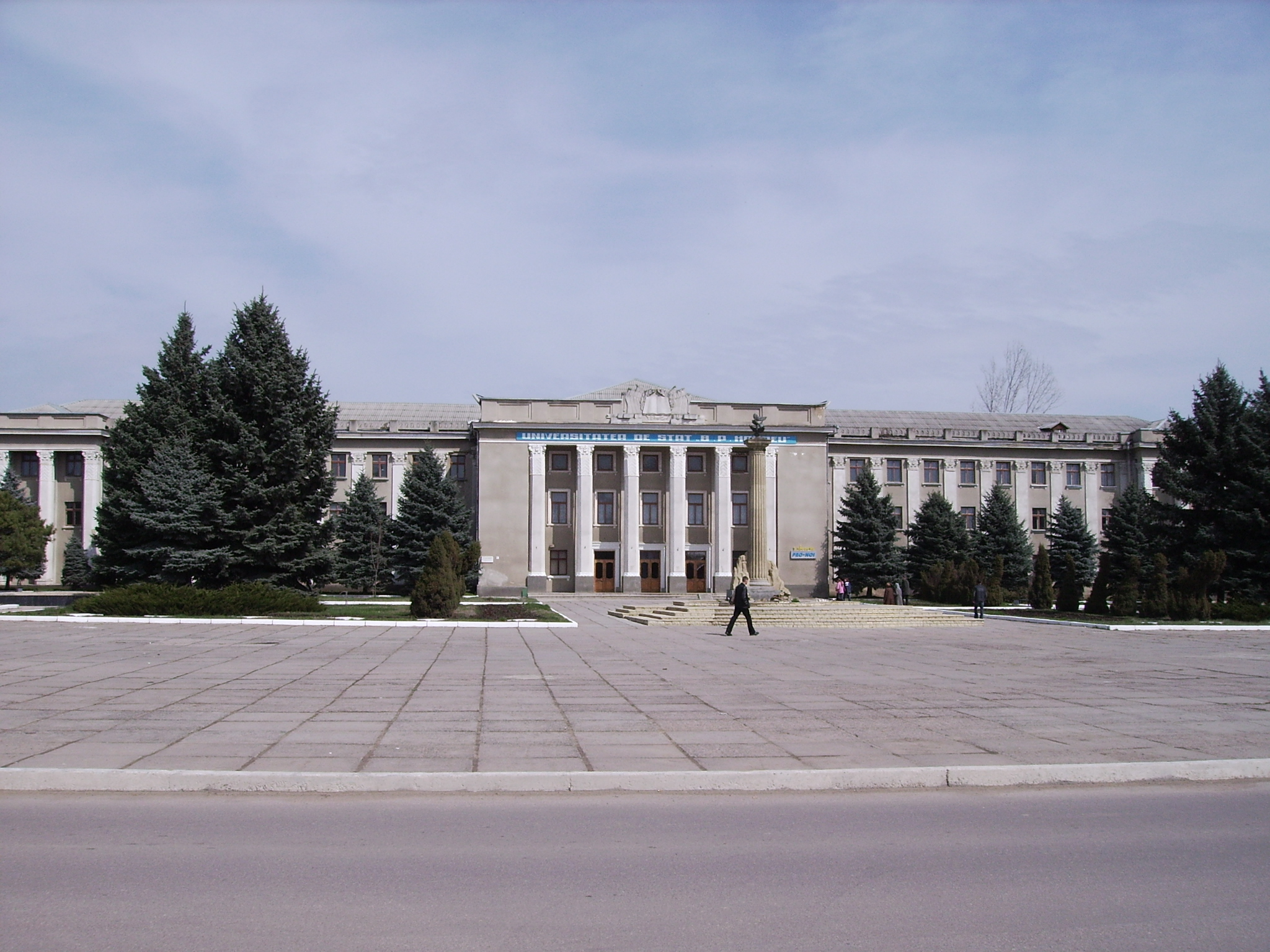
Haupteingang am zentralen Platz (Piața Independenței)

Die Staatliche Bogdan-Petriceicu-Hasdeu-Universität Cahul (rumänisch Universitatea de Stat "Bogdan Petriceicu Haşdeu" din Cahul; russisch Кагульский государственный университет имени Богдана Петричейку Хашдеу) ist eine Universität in der moldauischen Stadt Cahul. Sie wurde 1999 gegründet und ist nach Bogdan Petriceicu Hasdeu benannt.
Mit drei Fakultäten und rund 2000 Studenten zählt sie zu den kleineren Universitäten der Republik Moldau.

## Fakultäten
- Fakultät für Recht und Verwaltung
- Fakultät für Philologie und Geschichte
- Fakultät für Wirtschaft, Informatik und Mathematik